# Južni Sudan
Južni Sudan (uradno Republika Južni Sudan, angleško Republic of South Sudan) je država v Vzhodni Afriki; glavno mesto je Džuba. Na vzhodu meji na Etiopijo, na jugu na Kenijo, Ugando in Demokratično republiko Kongo, na zahodu na Srednjeafriško republiko in na severu na Sudan. Južni Sudan tako zajema veliko močvirno področje Sudd, katerega namaka Beli Nil.
Država je bila sprva del britanskega in egipčanskega kondominija Angleško-egiptovskega Sudana (Anglo-Egyptian Sudan), nato pa se je leta 1956 področje osamosvojilo kot Republika Sudan. Po prvi sudanski državljanski vojni je bila leta 1972 ustanovljena Južnosudanska avtonomna regija, ki je obstajala vse do leta 1983. Kmalu zatem je izbruhnila druga sudanska državljanska vojna, ki se je končala leta 2005 z ustanovitvijo Avtonomne vlade Južnega Sudana. 
Med 9. in 15. januarjem 2011 je potekal referendum za neodvisnost v skladu s sporazumom iz leta 2005, ki je po več kot dveh desetletjih končal krvavo državljansko vojno med pretežno arabskim severom in večinoma krščanskim in animističnim jugom Sudana. Preliminarni podatki referenduma so bili objavljeni 30. januarja 2011 in kažejo, da se je za samostojnost odločilo 98 % volivcev. Če se bodo ti rezultati potrdili, je osamosvojitev Južnega Sudana načrtovana za 9. julij 2011. 23. januarja 2011 je Usmerjevalni odbor za čas po osamosvojitvi izjavil, da se bo neodvisna država imenovala Republika Južni Sudan. Predlagana imena so bila še: Azanija, Nilska republika, Republika Kush in celo Juwama, skovanka iz prvih črk treh največjih mest (Džuba, Wau in Malakal).
54. afriško državo je že dan pred osamosvojitvijo (8. julija) priznal Sudan. Je tudi najmlajša država na svetu.

### Vlada
- Government of Southern Sudan Arhivirano 2015-12-25 na Wayback Machine.
- Government of Southern Sudan – USA and UN Mission
- Government of Southern Sudan – UK Mission
- Southern Sudan Legislative Assembly Arhivirano 2012-11-17 na Wayback Machine.

### Politične stranke
- SPLM Official Site
- South Sudan Liberal Party Official Site
- HELP Sudan International